# Kabelinternet
Kabelinternet is internettoegang via een coaxkabel (met twee concentrische aders) van de klant tot het wijkcentrum. 
Bij internet via een telefoonkabel (dat is een getwist paar met rond elkaar gewonden aders) of glasvezelkabel spreekt men meestal niet van kabelinternet.

## Geschiedenis in Nederland
CAIW was de eerste aanbieder van kabelinternet in Nederland. Sinds 1995 is hun kabeltelevisienetwerk niet alleen in gebruik voor radio en televisie, maar wordt het ook gebruikt voor internet via de kabel. Dat was overigens geen "breedband" maar maximaal 64kb/s. In 1997 volgden A2000 (Amsterdam) en Telekabel (Arnhem, Leeuwarden) met breedbandinternet via de kabel (1.5Mb/s). Beiden zijn opgegaan in UPC dat in 2015 ook Ziggo heeft overgenomen en in 2017 met Vodafone Nederland is gefuseerd. Door middel van een kabelmodem bij de gebruiker thuis wordt een dataverbinding opgezet naar het wijkcentrum of naar het head end. Hier wordt het verkeer verder getransporteerd over het datanetwerk van de kabelexploitanten en gekoppeld aan de rest van het internet. De kabelexploitant treedt hierbij dus op als ISP. Kabelinternet is een vorm van breedbandinternet.
Aanvankelijk kampte kabelinternet met een slecht imago wegens technische problemen en ondercapaciteit. De oorzaak van de technische problemen had te maken met het feit dat voor het eerst retourverkeer op het kabelnet plaatsvond en kabelmodemsystemen gevoelig zijn voor signaalverstoringen. Deze problemen zijn later vrijwel opgelost onder meer door de verglazing van het netwerk tussen het wijkcentrum en het kopstation (head end). Snelheidsproblemen kwamen voort uit ondercapaciteit: een aantal gebruikers deelt de capaciteit van en naar het kopstation of het wijkcentrum. Als de totale capaciteit onvoldoende afgestemd is op het aantal gebruikers en de overboeking daardoor te hoog is, dan merken de gebruikers dit door een lagere snelheid.
Een andere oorzaak dat kabelinternet vooral in het begin problemen had was dat, anders dan bij een inbelverbinding, gebruikers niet per minuut hoefden te betalen, vaak geen datalimiet hadden en daardoor meer verkeer genereerden dan aanvankelijk gedacht. De operators hadden de capaciteit daar niet goed op afgestemd en bovendien konden enkele gebruikers alle bandbreedte "opsnoepen". De kabeloperators die de EuroDOCSIS-standaard hanteren, hebben, wanneer goed gedimensioneerd, dit probleem niet meer.

## Snelheid
Kabelinternet is doorgaans sneller dan ADSL. Kabelinternetproviders maken gebruik van de EuroDOCSIS-standaard (3.1) waardoor downloadsnelheden van meer dan 4000 Mb/s mogelijk zijn (eind 2019 was de maximale snelheid die commercieel werd aangeboden 1000 Mb/s). .  De capaciteit (bandbreedte) die wordt geleverd is veel hoger (2000-4000 Mb/s per wijk), maar deze capaciteit wordt verdeeld over alle internetgebruikers (kabelmodems) in een wijk. Het kabelmodem van een individuele internetgebruiker is begrensd op maximaal 1000 Mb/s en kan daarmee maximaal 50% van de beschikbare capaciteit gebruiken. 

### Nederland

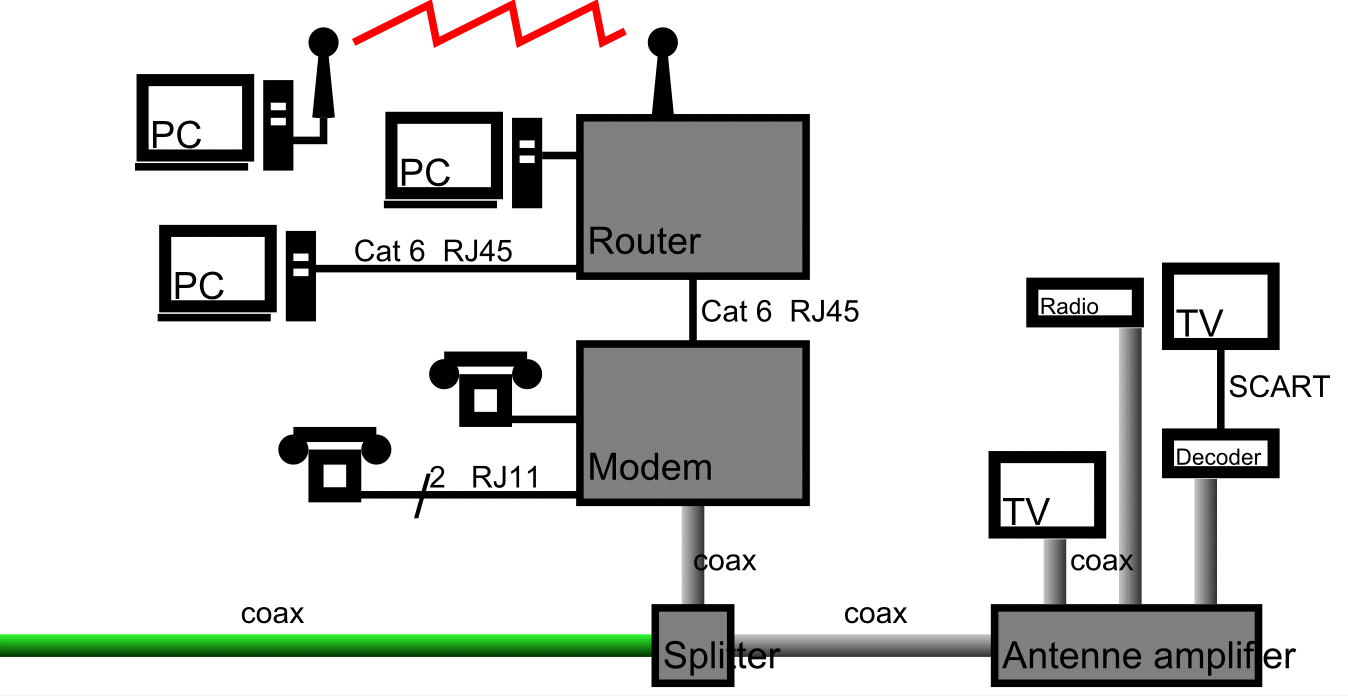
Het signaal van de coaxkabel wordt na binnenkomst in een aansluitdoos gesplitst in een deel voor radio en televisie enerzijds en internet en telefoon anderzijds.
Radio en televisie kunnen direct of met een digitale settopbox op de kabel worden aangesloten.
De modem heeft aansluitingen voor een of twee analoge telefoons en één ethernetkabel.

Aanbieders van kabelinternet en VoIP via de kabel zijn:
| Providernaam               | Kabelnetwerken waarop geleverd wordt                     |
| -------------------------- | -------------------------------------------------------- |
| Caiway                     | CAIWAY, Rekam, CAI Harderwijk, CAI Pijnacker, Cogas e.a. |
| Kabelnoord                 | Kabelnoord                                               |
| Kabeltex                   | Kabeltex op Texel                                        |
| Regiokabel                 | Regiokabel (Huissen)                                     |
| SallandXS                  | CAI Assendorp                                            |
| Solcon                     | CAI Harderwijk                                           |
| Stichting Kabelnet Veendam | Stichting Kabelnet Veendam                               |
| XSyou                      | CAI Harderwijk                                           |
| Zeelandnet                 | DELTA                                                    |
| Ziggo                      | Ziggo                                                    |

### Vlaanderen
In het grootste gedeelte van Vlaanderen biedt Telenet internet aan via zijn eigen netwerk, of via het netwerk van Interkabel Vlaanderen.
Op 2 januari 2007 heeft Telenet de overname van UPC Belgium afgerond. UPC is actief in het Brussels Hoofdstedelijk Gewest: Etterbeek, Ganshoren, Koekelberg, Jette, Schaarbeek, Sint-Agatha-Berchem en Vorst. Verder in Vlaams-Brabant in Leuven, Heverlee en Kessel-Lo.